# Andra Moseboken
Andra Mosebok är en av de fem Moseböckerna i judendomens Torah och kristendomens Gamla Testamente i Bibeln. Inom kristendomen kallas boken även exodus, vilket betyder "uttåg". Inom judendomen benämns den som Shemot, vilket betyder "namnen". Den behandlar israeliternas uttåg ur Egypten, en dramatisk berättelse om ett förslavat folks längtan efter befrielse.
I den hebreiska Bibeln Tanach heter boken 'Elleh shemot (detta är namnen) eller bara "Shemot" (namn) och ingår i Torah som motsvarar den kristna Bibelns fem Moseböcker.
Boken nedtecknades enligt judisk och kristen tradition av Mose själv. Det är först under senare tid som forskarna reviderat denna uppfattning. Idag är de flesta överens om att Moseböckerna kommer från många olika muntliga och skriftliga berättelser, nedtecknade av flera författare under en period som sträcker sig över flera hundra år. Den slutliga sammanställningen bör ha varit klar under 500-talet f.Kr.
Andra Mosebok vill visa på hur Gud hjälper sitt folk och ger dem frihet från fångenskapen. Israeliternas store ledare Mose får Guds uppdrag att föra sitt folk genom vildmark och öken till det hägrande målet, ett utlovat paradis i Kanaans land.

## Uttåget ur Egypten
Berättelsen om uttåget ur Egypten är en av Bibelns mest dramatiska berättelser. Som slavar lever Israels folk under den egyptiske faraos hårda förtryck. Då stiger Mose fram som folkets ledare och begär av farao att de ska få lämna landet och utvandra till det land som Gud lovat dem.
När farao vägrar sänder Gud en mängd plågor över landet. Flugor, mygg, paddor, gräshoppor och mörker är några av plågorna som slår hårt mot det egyptiska folket. Men det är först när dödsängeln kommer och slår ihjäl alla förstfödda i landet som Farao ger med sig och släpper israeliterna.
Men farao ångrar sig omedelbart och skickar iväg sina soldater för att fånga in de flyende israeliterna. Dessa lyckas dock ta sig igenom Röda havet som mirakulöst delar sig enligt Guds vilja. När sedan de egyptiska soldaterna kommer slår vattnet igen och dränker alla soldaterna.
När uttåget ur Egypten ägde rum är inte känt. Det finns inga historiska dokument som ger oss någon säker datering men en beskrivning återfinns i Ipuwer-papyrusen. Men de flesta forskare menar att händelsen bör ha ägt rum någon gång mellan 1450 f.Kr. och 1290 f.Kr. 

## Fyrtio år i öknen
Den fortsatta vandringen för Israels folk blir mödosam. I 40 år vandrar de genom öknar innan de kommer fram till det utlovade landet. På vägen har de ofta velat vända åter till Egypten men Mose ger dem alltid nytt mod att fortsätta sin vandring. Det är också under denna vandring som Mose får ta emot Tio Guds bud uppe på berget Sinai.

## Särskilda händelser och texter
- Mose, Israels store ledare (1:1-4:31)
- Plågorna som drabbar egyptierna (5:1-12:51)
- Dödsängeln går förbi israeliternas hus men hemsöker egyptierna (12)
- Vandringen genom Röda havet (14:1-15:27)
- Fortsatt vandring genom öken och vildmark (16:1-18:27)
- Tio Guds bud (20:1-6)
- Guldkalven (32:1-35)